# ۱۴۳۱ (میلادی)
۱۴۳۱ (میلادی) هزار و چهارصد و سی و یکمین سال تقویم میلادی است.

## زادگان
- ۱ ژانویه – الکساندر ششم، کشیش اسپانیایی (د. ۱۵۰۳)

## درگذشتگان
- ۳۰ مه – ژان دارک، نظامی فرانسوی